# 立石暁
立石 暁（たていし さとる、1948年または1949年 - ）は、日本の地方公務員。長崎県教育長、同副知事、同信用保証協会会長、長崎総合科学大学理事長を歴任。瑞宝中綬章受章。

## 略歴
長崎県出身。長崎県立長崎西高等学校卒業、1971年 (昭和46年) 3月 九州大学法学部卒業。同年4月 長崎県庁採用、1994年 (平成6年) 4月 教育庁財務課長、1996年4月 同庁総務課長、1998年4月 企画部企画課長、1999年4月 同部次長、2001年４月 政策調整局長、2004年４月 教育委員会教育長。佐世保小6女児同級生殺害事件にも対応した。2006年4月 長崎県副知事就任。長崎県美術館や長崎歴史文化博物館の整備を担当。2009年4月 長崎県信用保証協会会長。2012年4月 学校法人長崎総合科学大学理事。評議員、副理事長を経て同年11月 理事長就任。

## 受章
- 2019年4月　春の叙勲で地方自治功労により瑞宝中綬章受章